# Melitaea romula
Melitaea romula är en fjärilsart som beskrevs av Ruggero Verity 1922. Melitaea romula ingår i släktet Melitaea och familjen praktfjärilar. Inga underarter finns listade i Catalogue of Life.